# Initiative populaire « pour une juste imposition du trafic des poids lourds »
L'initiative populaire « pour une juste imposition du trafic des poids lourds » également appelée « redevance sur les poids lourds », est une initiative populaire suisse, rejetée par le peuple et les cantons le 7 décembre 1986.

## Contenu
L'initiative propose d'ajouter un article 36quater à la Constitution fédérale pour créer une taxe touchant les poids lourds, calculée en fonction des coûts engendrés « notamment en matière d'entretien des routes, de protection contre le bruit et de réparation de dommages causés aux bâtiments ».
Le texte complet de l'initiative peut être consulté sur le site de la Chancellerie fédérale.

## Déroulement

### Contexte historique
Dès 1935 en Suisse, le gouvernement fédéral tente de coordonner la route et le rail en préconisant l'usage du premier pour le trafic local et du second pour celui à longue distance ou de transit, comme le suggère le « statut des transports automobiles ». Le peuple rejette cependant cette proposition 25 février 1951, tout comme il avait rejeté une proposition visant à donner à la Confédération le droit de réglementation et de coordination de tous les moyens de transports le 10 février 1946.
En 1977, un rapport définissant la « conception globale suisse des transports » est rendu public et utilisé par le gouvernement pour mettre en place un plan de politique coordonnée des transports présenté le 20 décembre 1982 et qui définit entre autres une redevance sur les poids lourds pour une période transitoire de 10 ans.
Cette redevance est cependant combattue par les initiants sous prétexte, selon eux, qu'elle n'est pas assez élevée et ne pousse donc pas les transporteurs à choisir le rail ; ils critiquent également son statut forfaitaire qui favoriserait les longs trajets ainsi que son aspect transitoire.

### Récolte des signatures et dépôt de l'initiative
La récolte des 100 000 signatures nécessaires a débuté le 18 août 1981. Le 28 octobre de l'année suivante, l'initiative a été déposée à la chancellerie fédérale qui l'a déclarée valide le 26 novembre.

### Discussions et recommandations des autorités
Le parlement et par le Conseil fédéral ont recommandé le rejet de cette initiative. Dans son messages aux Chambres fédérales, le gouvernement conclut que cette initiative, bien que coïncidant largement avec le projet présenté sur le même sujet le 16 janvier 1980, « ne peut qu'entraver la concrétisation de la politique coordonnée des transports et poser de nouveaux problèmes quant à nos relations avec l'étranger ». Il préconise donc de préférer son projet de politique coordonnée basé sur le principe selon lequel chaque mode de transport doit couvrir les frais qu'il occasionne.

### Votation
Soumise à la votation le 7 décembre 1986, l'initiative est refusée par la totalité des 20 6/2 cantons et par 66,1 % des suffrages exprimés. Le tableau ci-dessous détaille les résultats par cantons :

## Effet
Peu de temps après ce refus, c'est le plan de politique coordonnée des transports qui est rejeté en votation populaire le 12 juin 1988. Cependant, plusieurs mesures prévues dans cette dernière proposition entrent progressivement en vigueur comme la redevance sur le trafic des poids lourds qui devient liée aux prestations dès 2001.